# 大麻 (神道)

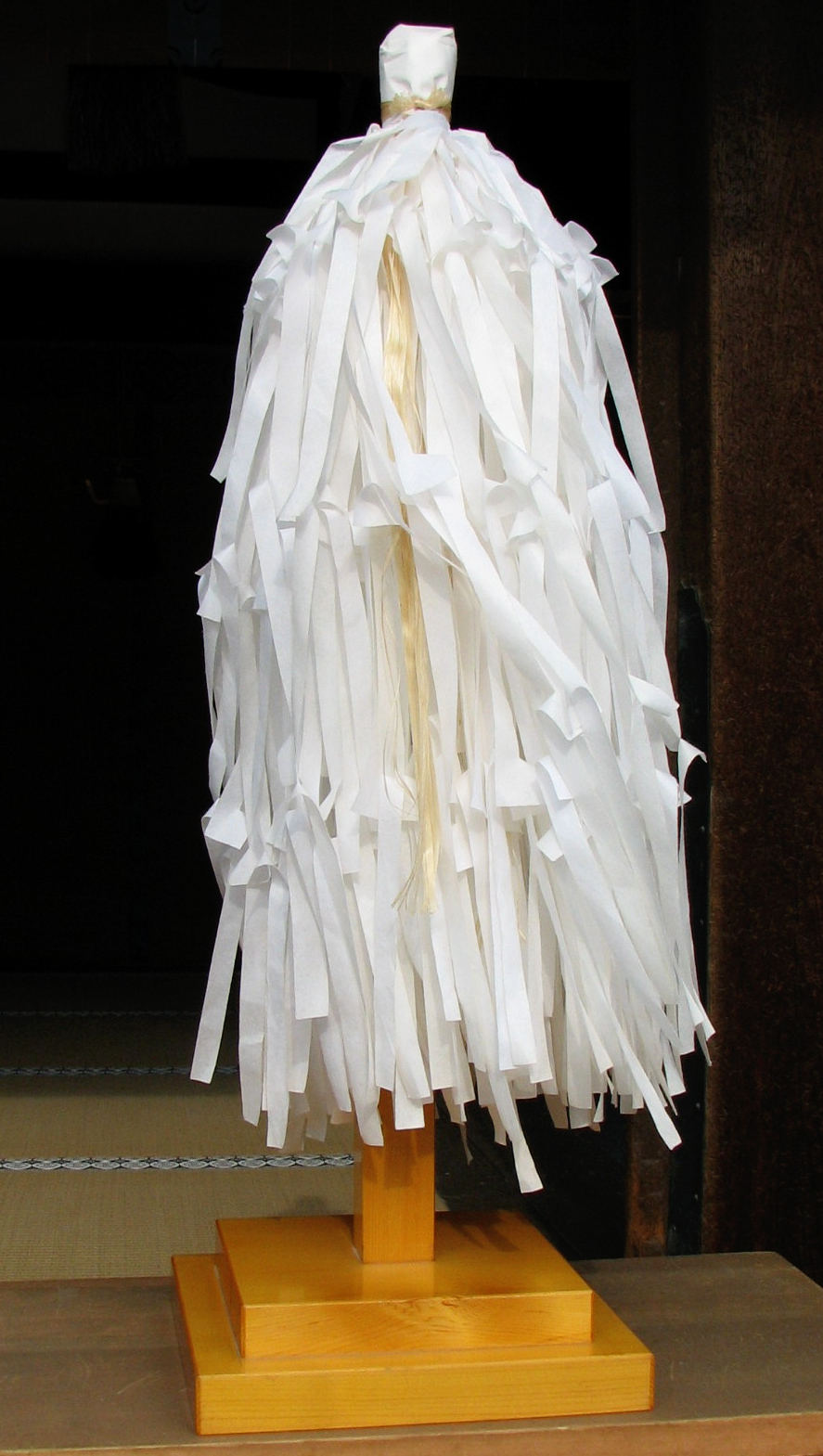
大麻（下方為將大麻立起來的架子，白木棒插在架內看不見。）

大麻（或称大幣）乃是神道祭祀中用以祓除的道具之一，於榊枝或是白木棒上掛上紙垂（しで）或麻苧而成。以白木棒作成者或謂祓串（はらえぐし）。
大麻（おおぬさ）之字，本來是幣（ぬさ）之美稱。幣為獻予神之祭品，亦是祓除罪孽而使用的物品，主要為麻與木棉做成，之後則使用布帛與紙。因此神事上所使用的布帛與紙被稱作大麻。
大麻在被稱作上述祓具之外，伊勢神宮所頒布之神札亦稱為大麻（神宮大麻，在此則唸作），與上述為不同的物品。
大麻的使用方式，乃是將之朝向祓除對象之人或物而左、右、左搖動，藉此將穢轉移至大麻之內。過去，在祓除人穢時為需要受祓者手持大麻將身上的穢惡轉移置大麻上。如今則不論人、物，皆由後方的人以大麻對之搖振以祓除受祓者身上的穢惡。